# Wołodarka
Wołodarka (ukr. Володарка) – osiedle typu miejskiego na Ukrainie, w obwodzie kijowskim, w rejonie białocerkiewskim. Do 2020 roku siedziba władz rejonu wołodarskiego
Prywatne miasto szlacheckie położone było w powiecie kijowskim województwa kijowskiego było własnością kniahini Eugenii Wiśniowieckiej w latach 30 i 40. XVII wieku.

## Historia
Miejsce z dawna zasiedlone, czego dowodzą liczne kurhany wzniesione na lewym brzegu rzeki Roś oraz w rejonie Zawadówki i Lichaczychy. W 1590 roku niezasiedlone ówcześnie okolice zakupił ks. Janusz Zbaraski, który wzniósł tu zameczek obronny, pod którym rozwinęła się osada. O zamku tym wspomina w 1594 roku w swoim dzienniku podróżnym cesarski poseł Erich Lassota von Steblau. W 1626 roku spis podatku podymnego wymienia w Wołodarce około 140 budynków. W 1631 roku Wołodarkę dziedziczy po Jerzym Zbaraskim książę Janusz Wiśniowiecki. W dniu 29 listopada 1640 roku Jeremi Wiśniowiecki ufundował w Wołodarce kościół katolicki pod wezwaniem św. Michała Archanioła. Zamek w XVII wieku został wzmocniony wałami z bastionami, którymi otoczono także miasto, co widać na mapie Guillaume Le Vasseur de Beauplana. Zajęta przez Kozaków podczas powstania Chmielnickiego. Fortyfikacje miejskie były na tyle solidne, że w 1655 roku Tatarzy nie podjęli się ich atakować, a następnie po 1671 roku na rozkaz Jana Sobieskiego były obsadzone przez polskie chorągwie pod dowództwem pułkowników Piwo i Łasko, które zabezpieczały drogę zaopatrującą załogę twierdzy w Białej Cerkwi. W tym czasie majątek ten był własnością Michała Serwacego Wiśniowieckiego.
Po 1704 roku miasteczko wyludniło się. W 1744 roku Wołodarka przez małżeństwo z Elżbietą Wiśniowiecką przeszła w ręce wojewody smoleńskiego Michała Zdzisława Zamoyskiego, który zaczął na nowo zasiedlać te tereny ściągając osadników. W 1740 roku ufundowano w Wołodarce drewniany kościół katolicki z dwiema wieżami, który znajdował się pod zarządem jezuitów z Białej Cerkwi. W tym czasie właścicielką Wołodarki była Katarzyna Mniszchówna, od której Wołodarkę kupił starosta kopajgrodzki Seweryn Wisłocki. W połowie XVIII wieku okolice Wołodarki były dotknięte działaniami Hajdamaków. W 1764 roku zbudowano drewnianą cerkiew. W 1768 roku w czasie Koliszczyzny Wołodarkę zajęli na krótko ludzie Gonty i Żeleźniaka. W dniu 4 czerwca 1794 roku w Wołodarce Suworow rozbroił polską brygadę, a następnie w wyniku III Rozbioru Polski miasto zostało wcielone do Rosji. W latach 1815–1826 staraniem proboszcza ks. Piotra Konopki zbudowano w Wołodarce murowany kościół katolicki. W 1841 roku Stanisław Jotejko sprzedał Wołodarkę Walentemu Abramowiczowi, którego syn Leon zbudował murowaną rezydencję, w której umieścił swoją kolekcję malarstwa (m.in. Chełmońskiego, Siemiradzkiego, Kossaka, Józefa Simlera, Pillatiego) i rzeźb (Lorenzo Bertoliniego, Luigi Pampaloniego). Po nim Wołodarkę odziedziczył Lucjan Abramowicz.
Siedziba dawnej gminy Wołodarka w powiecie skwirskim na Ukrainie.

25 stycznia 1918: Piorun zagłady przeleciał wczoraj nad Wołodarką i rozgrzmiał dalekim echem, strzaskawszy mury pałacu w Białej Cerkwi.

W czasie wojny polsko-bolszewickiej w maju 1920 roku okolice Wołodarki stały się miejscem potyczki pomiędzy siłami polskimi a 1 Armią Konną Siemiona Budionnego.
W 1989 liczyło 7522 mieszkańców.
W 2013 liczyło 6297 mieszkańców.

## Zabytki
- kościół rzymskokatolicki z 1826 roku zbudowany staraniem proboszcza ks. Piotra Konopki, w latach późniejszych przebudowany i zamieniony na cerkiew, znajduje się w mieście
- piętrowy pałac wielobryłowy, każda część kryta dachem dwuspadowym, z dwupiętrową wieżą krytą dachem czterospadowym, przy wieży główny budynek ze szczytem zwróconym do frontu, położony nad rzeką Rosią. Własność Abramowiczów[6].